# ناحیه دنور، ایزابلا، میشیگان
ناحیه دنور (به انگلیسی: Denver Township) یک منطقهٔ مسکونی در ایالات متحده آمریکا است که در شهرستان ایزابلا، میشیگان واقع شده‌است.
 ناحیه دنور ۹۴٫۶ کیلومتر مربع مساحت و ۱٬۱۴۷ نفر جمعیت دارد و ۲۱۹ متر بالاتر از سطح دریا واقع شده‌است.